# Wzgórze Bendera
Wzgórze Bendera (niem. Benderhöhe) – sztuczne utworzone wzniesienie w Parku Południowym we Wrocławiu o wysokości bezwzględnej 131 m n.p.m.

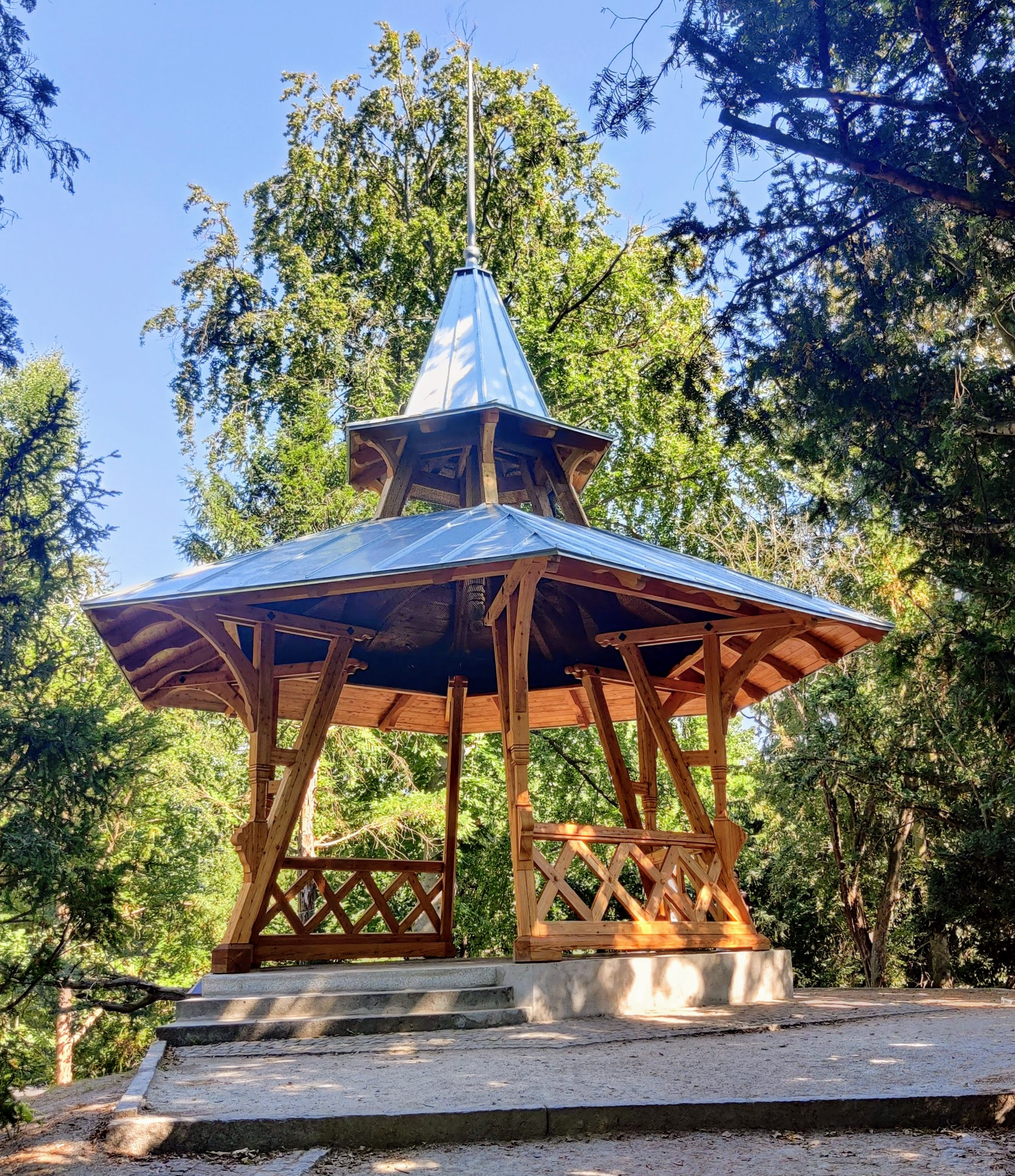
Altana na Wzgórzu Bendera odbudowana w 2022 r. po pożarze

Po roku 1945 przez długi czas wzgórze nie miało swojej nazwy, ostatnio jednak coraz powszechniej używano nazwy, która była tłumaczeniem nazwy niemieckiej, w związku z czym temat nadania mu nazwy „Wzgórza Bendera” pojawił się w interpelacji radnego Sebastiana Lorenca z 18 sierpnia 2013 r..
Wzgórze Bendera powstało w czasie budowy nasypu kolejowej obwodnicy towarowej, z niewykorzystanych nadwyżek ziemi. W tym samym czasie zakładano Park Południowy, którego twórcy postanowili urządzić z tego materiału wzgórze z ogrodem roślin górskich. Na  szczycie umieszczono tu imitujące górski krajobraz głazy narzutowe, a wśród zimozielonych drzew i krzewów posadzono sosny, świerki i jałowce; obok nich znajdują się tu też typowe dla górskich terenów buki.
Na szczycie wzgórza w 1898 r. wybudowano altanę z drewna modrzewiowego, nazywaną pawilonem von Wallenberga (spłonęła w nocy 7/8 sierpnia 2018, ale została w 2022 roku odbudowana), z której można było oglądać panoramę Wrocławia oraz Masywu Ślęży. 
Dziś ze względu na rozrost drzew wzgórze nie posiada już walorów widokowych. Nazwa wzgórza została nadana na cześć nadburmistrza Georga Bendera za jego zasługi włożone w rozwój Wrocławia.

## Literatura
- I. Bińkowska, 2006, Natura i miasto. Publiczna zieleń miejska we Wrocławiu od schyłku XVIII do początku XX wieku, Wydawnictwo Muzeum Architektury we Wrocławiu, Wrocław.
- Komm, ich zeige Dir Breslau. Ein zuverlässiger Führer für Breslauer und Fremde, 1925, J. U. Kern’s Verlag, Wrocław.